# Татранска-Ломница (Словакия)
Татранска-Ломница (словац. Tatranská Lomnica) — одна из кадастровых территорий города Высокие Татры, до недавнего времени отдельное поселение.
Татранска Ломница — один из крупнейших и красивейших населённых пунктов Высоких Татр. Он расположен в 6 км к востоку от Смоковца, у подножия горы Ломницкий штит.
В Татранской Ломнице размещается Астрономический институт Словацкой Академии наук.

## Транспорт
Через Татранску Ломницу проходит Дорога свободы.
Также здесь имеются железнодорожная станция линии 185 «Татранска Ломница — Студены Поток» и 184 «Татранска Ломница — Старый Смоковец» и две станции канатной дороги «Татранска Ломница — Ломницкий штит» (старая за Гранд-отелем «Прага» и новая недалеко от Дороги свободы).

## История
Территория Татранской Ломницы начиная с 1209 года, когда она стала предметом первого королевского пожертвования со стороны венгерского короля Андраша II, сменила много владельцев. Последним частным владельцем был Ондрей Спонер, у кого Венгерское государство выкупило эту территорию в 1892 году. В этом же году в Высоких Татрах появился не только первый государственный курорт, но и очередное татранское поселение — Татранска Ломница. В 1893 году был построен отель «Ломница», в то время крупнейший на территории Высоких Татр, позже построили Курортный дом с бассейном и водолечением. В 1905 году был построен Гранд-Отель, который в 1919 году был переименован в Гранд-Отель «Прага». В тот же период появились и многочисленные спортивные площадки, лыжная и санная трасса, каток, теннисные корты.
В межвоенный период в Татранской Ломнице было построено много семейных пансионатов и частных домов. В 1933 году построена и крупнейшая современная здравница «Морава». Главная туристическая достопримечательность Татранской-Ломницы появилась в 1937—1940 гг., ею стала подвесная канатная дорога, ведущая к озеру Скалнате-плесо и горе Ломницкий штит. Строительство канатной дороги позволило начать возведение рядом с озером Скалнате-плесо и горой Ломницкий штит астрономических и метеорологических пунктов.
В шестидесятые и семидесятые годы 20 века Татранска Ломница стала главным центром отдыха профсоюзов Словакии. Появились новые отели (Слован, Горец), здравницы (Уран, Одборар, Словакия, Сасанка, Дружба — ныне Вилли). Чемпионат мира по лыжным видам спорта 1970 года повлёк дальнейшее развитие территории. Была построена новая канатная дорога с кабинками, ведущая из Татранской Ломницы к озеру Скалнате-плесо.
Благодаря проведению Всемирной встречи Международной ассоциации караванистов (FICC) к югу от Татранской Ломницы в 1974 году была создана крупная база отдыха, нынешний Eurocamp FICC со зданием администрации, баром, бунгало, магазинами, сауной и бассейном.

## История канатных дорог в Высоких Татрах
Подвесная канатная дорога от Гранд-отеля «Прага» после более 70 лет функционирования прекратила своё существование.

## Галерея
- Гранд-Отель Praha
- Музей Татранского национального парка
- Бобслей на солнечной поляне
- Нижняя станция канатной дороги гондольного подъемника в Татранска Ломница